# Pseudogygites
Pseudogygites – rodzaj stawonogów z wymarłej gromady trylobitów, z rzędu Asaphida. Żył w okresie ordowikuu.